# Мингатуй (посёлок)
Мингату́й (от бур. Мүнгэтэй — серебряный) — посёлок при станции в Куйтунском районе Иркутской области России. Входит в состав Чеботарихинского сельского поселения.

## География
Населённый пункт находится на Транссибирской магистрали, на расстоянии 18 км к северо-западу от рабочего посёлка Куйтун, административного центра района. По южной окраине посёлка проходит федеральная автодорога Р255 «Сибирь».  

## Население
| 2002 | 2010 | 2011 | 2012 |
| ---- | ---- | ---- | ---- |
| 159  | ↘132 | ↘131 | ↘128 |

### Половой состав
По данным Всероссийской переписи, в 2010 году в посёлке при станции проживали 132 человека (64 мужчины и 68 женщин).

## Транспорт
В посёлке находится железнодорожная станция ВСЖД Мингатуй.